# زندگی

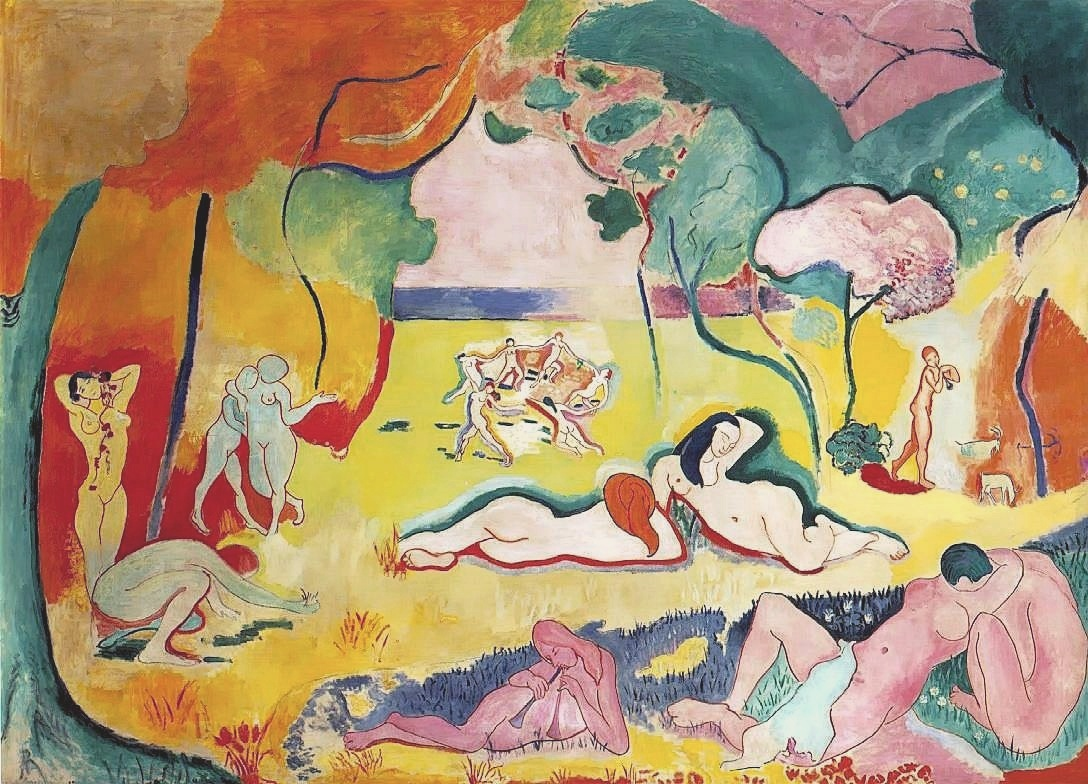
لذت زندگی، اثر آنری ماتیس

زِندِگی، زِندِگانی، زیست یا حَیات، وجه تمایز میان موادی است که دارای فرآیندهای زیستی مانند پیام‌رسانی یاخته‌ای و خودکفایی هستند با موادی که بدون چنین کیفیت‌هایی هستند. این ماده‌ها دارای ظرفیت رشد، پاسخ به محرک‌ها، سوخت‌وساز، تبدیل انرژی و تولیدمثل هستند. بر روی زمین انواع مختلفی از زندگی از قبیل گیاهان، جانوران، قارچ‌ها، آغازیان، آرکی‌ها و باکتری هست. زیست‌شناسی علم مطالعهٔ زیست است. زندگی را معمولاْ فاصلهٔ میان تولد تا مرگ هر جاندار توصیف می‌کنند. هر جاندار پس از زایش، آغاز به رشد و نمو می‌کند و در نهایت به واسطهٔ مرگ، این روند متوقف می‌شود.
ژن واحد وراثت است و یاخته (سلول) واحد ساختاری و عامل زندگی است. یاخته‌ها دو گونه هستند: پروکاریوت‌ها (پیش‌هسته) و یوکاریوت‌ها (هوهسته)، هر دو گونه دارای یک سیتوپلاسم (میان‌یاخته) هستند که درون غشا قرار گرفته است. این غشاها دارای زیست‌مولکول‌های زیادی مانند پروتئین و نوکلئیک اسید هستند. یاخته از طریق فرایند تقسیم یاخته‌ای تولیدمثل می‌کند. در این فرایند، یاختهٔ والد به دو یا چند یاختهٔ فرزند تقسیم شده و ژن‌های خود را به نسل تازه منتقل می‌کند. گاهی این تقسیم یاخته‌ای منجر به تنوع ژنتیکی گونه‌ها می‌شود.
به‌طور کلی جانداران را سامانه‌های باز تلقی می‌کنند که هم‌ایستایی دارند؛ متشکل از یاخته‌اند؛ چرخهٔ زندگی دارند؛ سوخت‌وساز و رشد می‌کنند؛ قابلیت سازگاری با محیط زیست دارند؛ به محرک‌ها پاسخ می‌دهند؛ تولیدمثل کرده و در طول چند نسل فرگشت (تکامل) دارند. گاهی اوقات سایر تعاریف بقیهٔ اشکال حیات غیریاخته‌ای مثل ویروس‌ها و ویروئیدها را هم شامل می‌شود اما این موارد معمولاً به حساب نمی‌آیند چون توانایی زیست خودکفا را ندارند و مجبورند از فرآیندهای زیستی میزبان‌های خود بهره ببرند. ویروس‌ها فقط از رشته دی‌ان‌ای (دنا) تشکیل شده‌اند و به تنهایی و بدون وجود سلول میزبان، علایم موجودات زنده را نشان نمی‌دهند. برخی از دانشمندان ویروس‌ها را مرز میان موجودات زنده و غیر زنده و به صورت یک هاله (مانند نیم‌سایه) دانسته‌اند، که کاملاً قابل جداسازی نیستند.
بی‌جان‌زایی، فرایند طبیعیِ آغاز زندگی از مواد غیرزنده همچون ترکیبات آلی ساده است. زندگی روی زمین از همان ابتدا باعث تغییر محیط زیست در مقیاس‌های زمانی مختلف زمین‌شناسی شده است با اینحال زندگی توانسته خود را با اکثر زیست‌بوم‌ها و شرایط سازگار کند. گونه‌های مختلف جانداران با تکیه بر تبارهای مشترک از طریق عواملی چون وراثت، تنوع ژنتیکی گونه‌ها و انتخاب طبیعی به وجود آمده‌اند و امروزه تخمین زده می‌شود که شمار گونه‌های زیستی بین ۳ میلیون تا ۱۰۰ میلیون باشد.
مرگ، پایانی بی‌بازگشت برای همهٔ فرآیندهای زیستی‌ای است که جاندار را حفظ می‌کند و با وقوع آن زندگی به پایان می‌رسد. انقراض اصطلاحی برای اشاره به مرگ همهٔ اعضای یک گروه یا آرایهٔ زیستی مثل گونه‌های جانوری است. هنگامی که یک گونه یا آرایه منقرض می‌شود، امکان بازگشت به زندگی را از دست می‌دهد. سنگواره‌ها آثار بجامانده یا رد پای جانداران هستند.
به تعریفی دیگر حیات نحوهٔ خاص از هستی است که مبدأ ظهور علم و قدرت شده و عامل هماهنگ‌کننده اندیشه علمی و انگیزه عملی است، به طوری که اندیشه علمی بر انگیزه عملی اشراف و نظارت داشته و انگیزه عملی تحت هدایت اندیشه علمی، به صورت کوشش عینی ظهور یابد.
«زندگی روزمره» مفهوم عامی است که همه مفهوم پردازی‌ها، تعاریف و روایت‌ها از آن ریشه می‌گیرند و از سوی دیگر، «زندگی روزمره» دارای ماهیت نسبتاً ناپایدار و سیالی است که به آسانی از زیر بار هر گونه تعریفی، شانه خالی می‌کند.

## ریشه‌شناسی
لغت نامه دهخدا
زندگی. [زِ دَ / دِ] (حامص، اِ) زندگانی. (از فرهنگ فارسی معین). حیوة. (ناظم الاطباء). حیات. محیا. حیوان. نقیض مرگ. زندگانی. مقابل مردگی. مقابل مرگ و ممات و آن صفتی است مقتضی حس و حرکت. (از یادداشت‌های بخط دهخدا)

## تعریف
تعریف زندگی همواره یکی از چالش‌های دانشمندان و فلاسفه بوده است. بخشی از مشکل از این بابت است که زندگی یک ماده نیست بلکه یک فرایند است. نبود دانش نسبت به هر گونه ساختار زیستی در خارج از زمین (در صورت وجود) و عدم امکان مقایسه به پیچیدگی تعریف آن کمک کرده است. تعاریف فلسفی زیادی از زندگی ارائه شده است که مسئله و پیچیدگی اصلی آنها شیوهٔ تشخیص چیزهای زنده از دیگر چیزها بوده است. تعاریف حقوقی هم از زندگی ارائه شده و مورد بحث و جدل قرار گرفته است. هدف اکثر آنها تمرکز بر این است که جان چه انسانی را می‌توان گرفت و عوارض قانونی این تصمیمات چه می‌تواند باشد. در یک پژوهش ۱۲۳ تعریف از زندگی ارائه شده است.

### زیست‌شناسی
از آنجایی که هنوز تعریف واضحی از زندگانی وجود ندارد، بیشتر تعاریف فعلی در زیست‌شناسی، توصیفی هستند. زندگی ویژگی چیزی تلقی می‌شود که موجودیت خود را در محیط معین حفظ، بیشتر یا تقویت می‌کند. این ویژگی تمام یا بیشتر صفات زیر را نشان می‌دهد:
1. هم‌ایستایی: تنظیم محیط داخلی برای حفظ یک حالت ثابت؛ به عنوان مثال، عرق کردن برای کاهش دما.
2. سازماندهی: از یک یا چند یاخته (واحد زندگی) تشکیل شده است.
3. سوخت‌و ساز: تبدیل انرژی با تبدیل مواد شیمیایی و انرژی به ترکیبات یاخته‌ای (آنابولیسم) و تجزیهٔ مادهٔ آلی (کاتابولیسم). چیزهای زنده برای حفظ ساختار درونی (هم‌ایستایی) و تولید دیگر پدیده‌های مربوط به زندگی، به انرژی نیاز دارند.
4. رشد: حفظ نرخ بالاتری از آنابولیسم نسبت به کاتابولیسم. یک ساختار در حال رشد به جای آنکه تنها به جمع کردن مواد بپردازد، اعضای بدن یا تنه‌اش بزرگتر می‌شوند.
5. سازگاری: فرآیندی فرگشتی است که طی آن یک جاندار توانایی زندگی بهتر در یک یا چند زیستگاه را پیدا می‌کند.[۲۹][۳۰][۳۱]
6. واکنش به محرک‌ها: واکنش می‌تواند شکل‌های متفاوتی داشته باشد، از انقباض یک جاندار تک‌یاخته‌ای در قبال مواد شیمیایی تا واکنش‌های پیچیدهٔ همهٔ احساسات جانداران چندیاخته‌ای، از نمونه‌های واکنش به محرک خارجی هستند. واکنش معمولاً با جنبیدن همراه است، برای مثال برگ‌های یک گیاه به سمت خورشید می‌چرخند (نورگرایی).
7. تولید مثل: توانایی تولید جانداران منفرد جدید که یا به شکل غیرجنسی از یک والد ساخته می‌شوند یا به شکل جنسی از دو جاندار والد به وجود می‌آیند.

این فرآیندهای پیچیده را کارکردهای فیزیولوژیک (کاراندامی) می‌نامند. این کارکردها پایه‌های زیربنایی فیزیکی و شیمیایی مثل پیام‌رسانی یاخته‌ای و سازوکارهای کنترلی دارند که برای حفظ حیات الزامی هستند.

#### تعاریف جایگزین

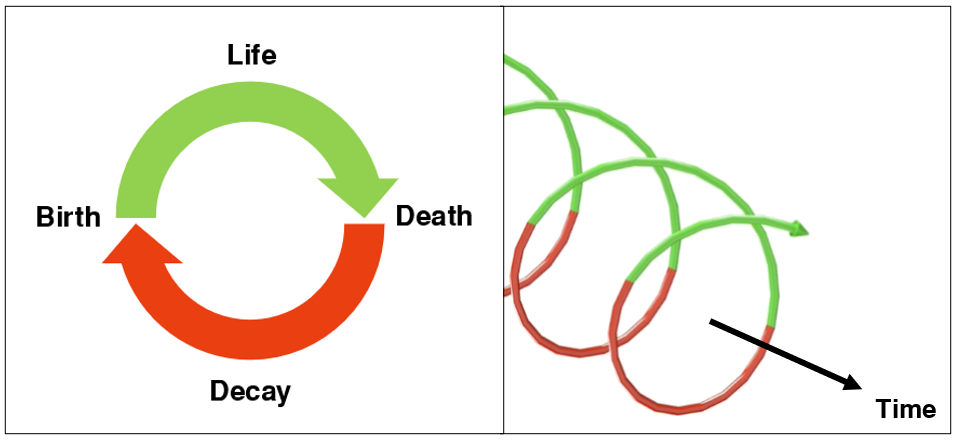
چرخه زندگی

از دیدگاه علم فیزیک موجودات زنده سامانه‌های ترمودینامیکی با ساختارهای مولکولی متشکل هستند که میل به بقا آنها را به سمت تولیدمثل و تکامل می‌برد. در ترمودینامیک، زندگی بسان یک سامانهٔ باز توصیف شده که از گرادیان‌های اطراف به منظور خلق رونوشت‌هایی از خود استفاده می‌کند. این تعریف را می‌شود اینطور هم گفت که زندگی «سامانهٔ خودپایدار شیمیایی است که قابلیت فرگشت داروینی دارد». تعریف اخیر را کمیته‌ای از ناسا بر اساس پیشنهاد کارل ساگان برگزید تا بدین ترتیب تعریف مناسبی برای پژوهش‌های اخترزیست‌شناسی داشته باشد. البته این تعریف با انتقادات زیادی مواجه شده چون بنابر آن یک موجود جنسی با قابلیت تولیدمثل را نمی‌توان زنده تلقی کرد چون به تنهایی قابلیت تکامل ندارد. دلیل این اشکال بالقوه این است که «تعریف ناسا» زندگی را به مثابهٔ یک پدیده و نه یک موجود زنده در نظر می‌گیرد و همین نکته باعث می‌شود که ناقص باشد. تعاریف جایگزین دیگری هم مبتنی بر مفهوم زندگی بمثابهٔ پدیده و فرد زنده ارائه شده که در آنها زندگی پیوستاری از یک واحد اطلاعاتی خودنگاه‌دار توصیف شده که خود عنصری متمایز از این پیوستار است. یکی از نقاط قوت این رویکرد این است که زندگی را در قالب ریاضیات و فیزک تعریف می‌کند و از کاربرد واژگان زیست‌شناسی احتراز می‌کند تا بدین ترتیب از ورود به حشو در کلام جلوگیری شود.
برخی دیگر از اندیشمندان برای تعریف زندگی قائل به دیدگاهی سیستمی هستند و فقط به شیمی مولکولی بسنده نمی‌کنند. یکی از تعاریف سیستمی دربارهٔ زندگی این است که موجودات زنده، خودسازمانده و خودنوگر هستند. استوارت کافمن زیست‌شناس آمریکایی، تعریف دیگری مبتنی بر همین تعریف ارائه داده و در آن موجود زنده را یک عامل خودمختار یا یک سامانهٔ چندعاملی توصیف کرده که قابلیت تولید مثل دارد و می‌تواند دستکم یک چرخه ترمودینامیکی را کامل کند. این تعریف با ظهور کارکردهای تازه در طول زمان، توسعه پیدا کرده است.

#### ویروس‌ها
زنده تلقی کردن ویروس‌ها همواره محل بحث بوده است. این موجودات را به جای آنکه گونه‌ای از حیات بدانند، اکثراً به عنوان همانندسازهای کدکنندهٔ ژنتیکی در نظر می‌گیرند. برخی دیگر، ویروس‌ها را «جاندارانی بر لبهٔ زندگی» توصیف می‌کنند چون دارای ژن هستند و با انتخاب طبیعی فرگشت می‌یابند و با استفاده از خودسامانی اقدام به همانندسازی یا رونوشت‌سازی‌های متعدد از خود می‌کنند. با این حال ویروس‌ها سوخت‌وساز ندارند و برای تولید محصولات تازه به یک سلول میزبان نیازمندند. فرایند خودسامانی ویروس‌ها درون سلول‌های میزبان راه‌هایی برای مطالعهٔ پیدایش حیات به دست می‌دهد چون این فرایند احتمالاً از این فرضیه که زیست ممکن است با فرایند خودسامانی مولکول‌های جاندار آغاز شده‌باشد پشتیبانی می‌کند.

### زیست‌فیزیک
برای انعکاس حداقل پدیده‌های مورد نیاز، تعاریف زیست‌شناسانهٔ دیگری از حیات ارائه شده که بسیاری از آنها بر اساس سامانه‌های شیمیایی هستند. بیوفیزیکدانان اظهار داشته‌اند که موجودات زنده بر اساس آنتروپی منفی عمل می‌کنند. به عبارت دیگر روندهای زیستی را می‌توان تأخیری در پدیده انتشار یا پراکندگیِ خودجوشِ انرژیِ درونیِ مولکول‌هایِ زیستی دانست که به سمتِ حالاتِ ریزترِ بالقوه تمایل دارند. به بیانی دقیق‌تر و بنا به گفتهٔ فیزیکدانانی چون جان برنال، اروین شرودینگر، یوجین ویگنر و جان آوری، حیات، زیرمجموعه‌ای از آن دست پدیده‌هایی است که پذیرای سامانه‌های باز یا مستمر هستند و توانایی کاهش آنتروپی درونی به قیمت مصرف مواد یا انرژی آزادی که از طبیعت گرفته‌اند را دارند و سپس به شکل تخفیف‌یافته یا تخریب‌شده‌ای دفع می‌شوند. ظهور و افزایش دانش همانندسازی زیستی یا زیست‌تقلید (طراحی و تولید مواد، ساختارها و سامانه‌هایی که بر اساس موجودیت‌ّها و فرآیندهای زیستی مدل‌سازی می‌شوند) احتمالاً مرز میان زندگی طبیعی و مصنوعی را بازتعریف خواهد کرد.

## نگارخانه

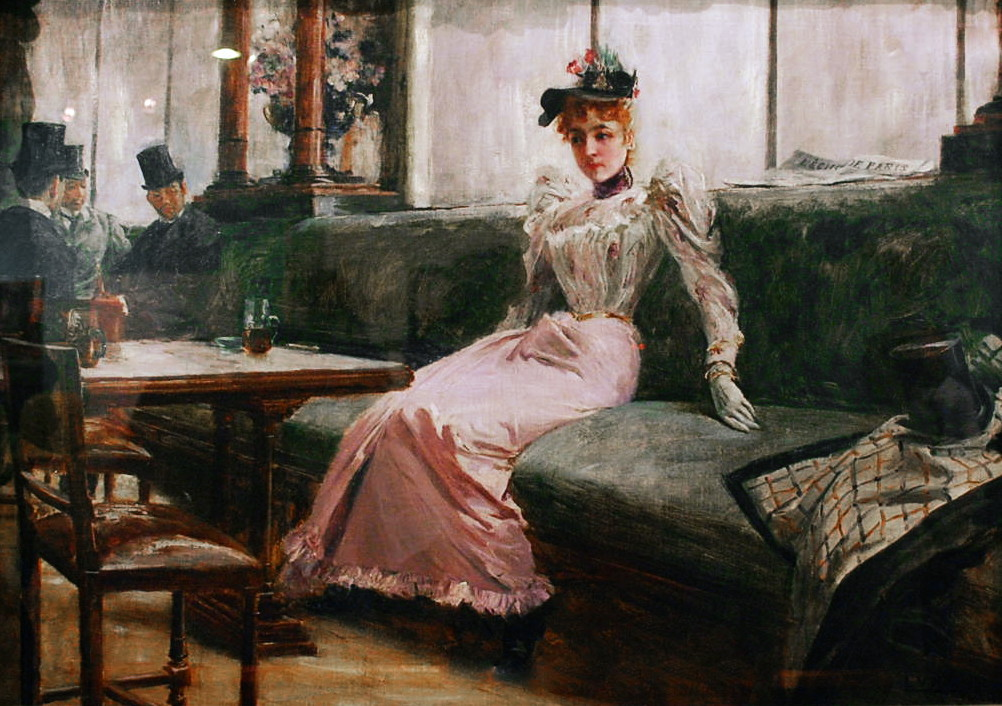
زندگی پاریسی (نقاشی)، اثر خوان لونا
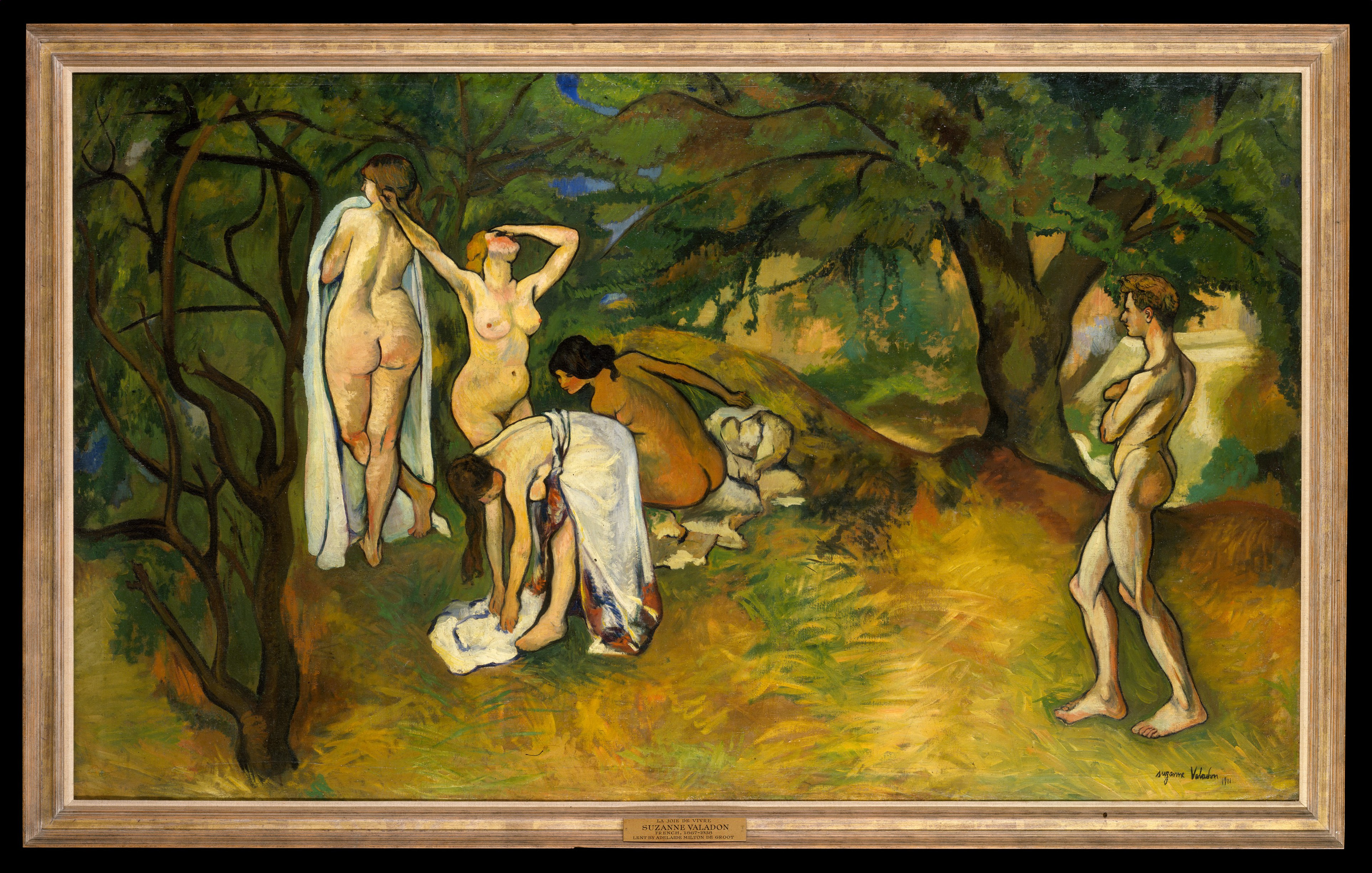
لذت زندگی (نقاشی والادون)